# UNIS Flyers
UNIS Flyers Heerenveen je profesionální nizozemský hokejový tým z Heerenveenu. Klub byl založen v roce 1967 pod názvem Thialf Heerenveen. UNIS Flyers Heerenveen své domácí zápasy hraje na stadionu Thialf v Heerenveenu s kapacitou 3 500 diváků.

## Historie
Klub byl založen v roce 1967 pod názvem Thialf Heerenveen, a od roku 1978 se klub jmenuje Flyers Heerenveen. Mimo to se v názvu objevuje i jméno aktuálního sponzora od roku 2013 to je UNIS Group, takže současný název je UNIS Flyers Heerenveen.  
Od sezóny 1971/72 se klub účastní Eredivisie ledního hokeje, a od sezóny 2015/16 BeNe league.
Klub vyhrál 10x Nizozemskou ligu, 13x Nizozemský pohár, 2x BeNe league a také Nizozemský superpohár (Ron Berteling Shield).

## Úspěchy
- Nizozemská liga ledního hokeje – 10x (1977, 1978, 1979, 1980, 1981, 1982, 1983, 2016, 2017 a 2020)
- Nizozemský pohár – 13x (1977, 1978, 1979, 1981, 1982, 1983, 1984, 1988, 1998, 2002, 2016, 2017, 2020)
- Ron Berteling Shield - 1x (2018)
- BeNe league - 2x (2017, 2022)
- Challenge Cup (NL) 2005
- Coupe der Lage Landen 2004
- HTG-Bokaal 1995

## Nejlepší hráči
- Alwin Assenberg
- Jolke Balt
- Cole Byers

## Čeští hráči
- František Větrovec

## Nejlepší trenéři
- Chris Eimers